# Herman Bode

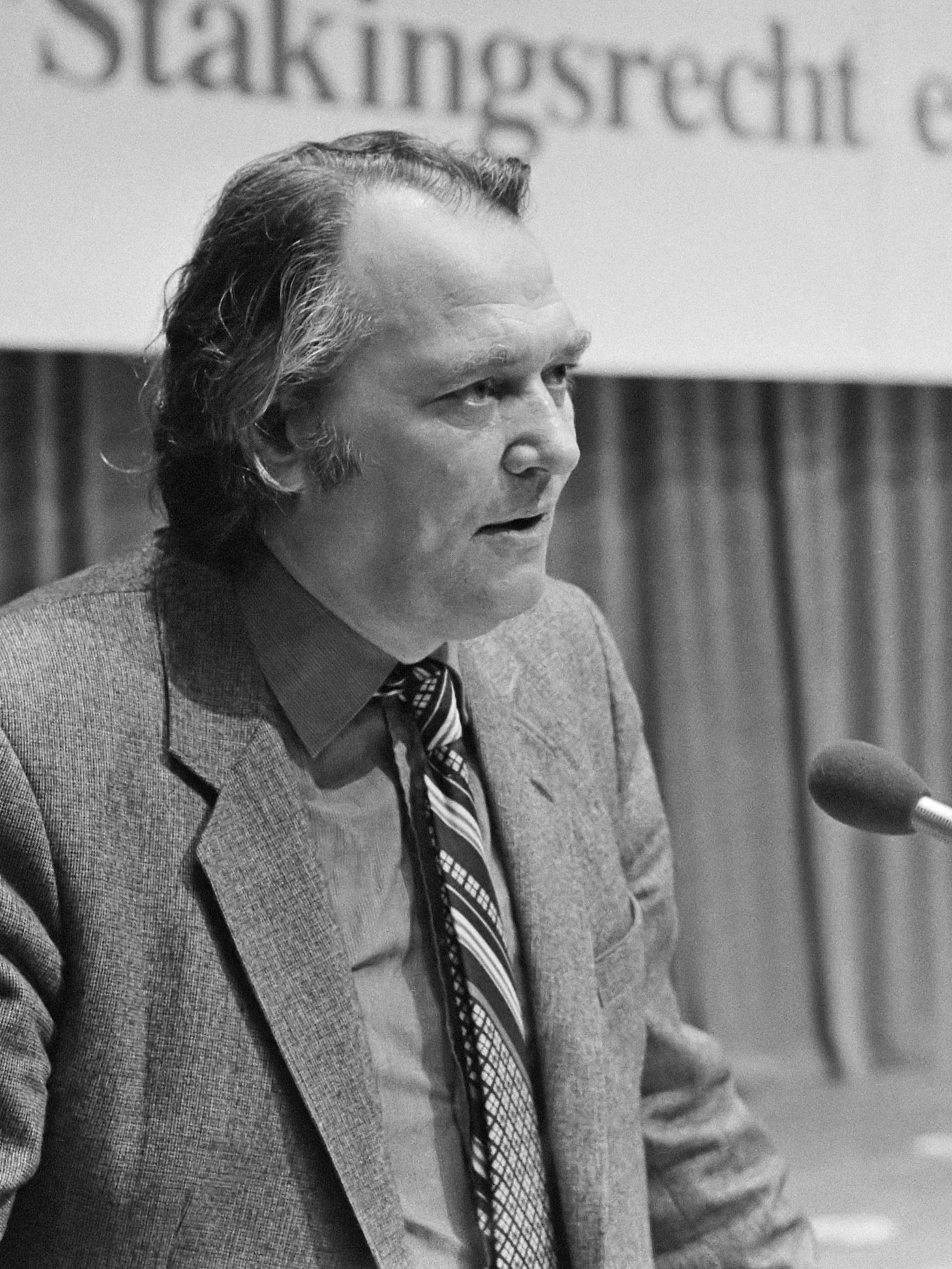
Herman Bode (1980)

Herman Antoon (Herman) Bode (Oldenzaal, 16 april 1925 – Enkhuizen, 10 januari 2007) was een Nederlands vakbondsbestuurder.
Bode was afkomstig uit een Twents arbeidersmilieu. In 1949 sloot hij zich aan bij de bond van metaalarbeiders Sint Eloy, waar hij al snel districtsbestuurder werd. In 1969 werd hij landelijk bestuurder van Sint Eloy en in 1972 trad hij toe tot het hoofdbestuur van het Nederlands Katholiek Vakverbond (NKV).
In 1979 werd hij vicevoorzitter van het NKV, totdat dat in 1982 met het Nederlands Verbond van Vakverenigingen (NVV) fuseerde tot de Federatie Nederlandse Vakbeweging (FNV). Hij werd onder Wim Kok de eerste vicevoorzitter van de FNV.
Legendarisch zijn de woorden waarmee Herman Bode een manifestatie van arbeiders toesprak op 4 maart 1980. De betoging was uit angst voor krakersrellen verplaatst van de Dam naar het RAI-complex in Amsterdam-Zuid. Toen de menigte riep om een demonstratie naar de Dam, riep Bode: "Willen we naar de Dam? Dan gáán we naar de Dam!" En aldus geschiedde.
Bij zijn afscheid in 1985 werd hij de laatste arbeider in de FNV-top genoemd. Hij zette zich daarna in voor kerkelijk-sociale organisaties, zoals "De arme kant van Nederland".
Daarnaast leidde hij in 1999 als inwoner van De Meern (gemeente Vleuten-De Meern) een campagne tegen de annexatie door de gemeente Utrecht, waarvoor hij een demonstratie op het Binnenhof en een handtekeningenactie richting de Tweede en later ook de Eerste Kamer organiseerde.
Op 10 januari 2007 overleed Herman Bode op 81-jarige leeftijd aan een maagbloeding. Zijn vrouw en dochter verschenen in november 2008 in het televisieprogramma Missers! Zij menen dat de dood van Bode een medische misser is, omdat de arts niet langs wilde komen toen hij 's nachts bloed braakte. De arts is hiervoor door het medisch tuchtcollege berispt.